# Skakovci
Skakovci – wieś w Słowenii, w gminie Cankova. W 2018 roku liczyła 204 mieszkańców.